# Dolmen de La Croix-du-Breuil
Le dolmen de La Croix-du-Breuil est un dolmen situé à Verneuil-sur-Vienne, en France.

## Localisation
Le dolmen est situé dans le département français de la Haute-Vienne, sur la commune de Verneuil-sur-Vienne, à l'ouest du hameau de la Croix du Breuil. Le dolmen est situé sur une bande de terrain entre la route du Dolmen et la route départementale 2000.

## Historique
Le dolmen est inscrit au titre des monuments historiques le 15 novembre 1988.